# BR-363
A BR-363, oficialmente Rodovia Miguel Arraes de Alencar, é uma rodovia federal diagonal brasileira que liga a Baía de Santo Antônio à Praia do Sueste em Fernando de Noronha no estado de Pernambuco. Com 6,8 km de extensão, é a única rodovia existente em toda ilha e a única BR que não está ligada a outra rodovia federal. Sendo o principal trajeto do arquipélago, ela interliga lugares importantes como o porto, aeroporto, áreas urbanas (como exemplo a Vila dos Remédios), estradas e acessos as praias e trilhas.

## História
A construção da BR-363 foi autorizada em 1974, com o início da obra na vigência do então Território Federal Militar, construída pelo 4º Distrito do Departamento Nacional de Estradas de Rodagens – DNER. Durante décadas a rodovia tinha problemas estruturais. Foi somente após a reintegração do território a Pernambuco que melhorias definitivas aconteceram, principalmente nos percursos para veículos de passeio ou carga, transporte coletivo e pedestres.
A última grande reforma na rodovia foi realizada no governo Fernando Henrique Cardoso, devido a isso em 2017, foi assinada uma ordem de serviço para o inicio das obras na rodovia, que previa a execução de serviços de manutenção/conservação rodoviária e posteriormente a aplicação de uma nova camada de asfalto e sinalização, com todos os insumos usados na obra sendo transportado do continente, saindo do Porto do Recife, para Fernando de Noronha.
As obras começaram em 2018, com os serviços de tapa-buraco e recuperação das áreas mais danificadas da pista, porém o serviço teve que ser interrompido devido as fortes chuvas na região, mas os serviços foram retomados em maio de 2019 com previsão de conclusão dos trabalhos no final de ano.
Apesar da conclusão das obras sendo previstas para o fim de 2019, elas não foram finalizadas. Em 2021, o orçamento da obra que era de R$ 9,9 milhões passou para R$ 24,7 milhões de reais. A demora trouxe várias queixas da população local sobre as condições da rodovia e dos trabalhos realizados nela. O DNIT respondeu dizendo que "No geral, a rodovia apresenta boas condições de trafegabilidade. Sobre a reabertura de buracos, informamos que, caso tal situação ocorra em um mesmo local que já recebeu serviços de manutenção no contrato vigente, a empresa contratada realiza o seu fechamento sem qualquer ônus para o DNIT"